# 須成村
須成村（すなりむら）は、愛知県海東郡にあった村。現在の海部郡蟹江町の一部にあたる。

## 地理
蟹江川の下流域に位置していた。

## 歴史
- 1889年（明治22年）10月1日、町村制の施行により、海東郡須成村が単独で村制施行し、須成村が発足[1][2]。大字は編成せず[2]。
- 1891年（明治24年）濃尾地震で大きな被害を受けた[2]。
- 1906年（明治39年）7月1日、海東郡蟹江町、西ノ森村、新蟹江村と合併し、蟹江町が存続して廃止された[1][2]。合併後、蟹江町須成となる[2]。

### 地名の由来
木曽川下流デルタ地帯の砂泥の多い土地で造成が行われことでスナナリ（砂成）と称され、須成をあてたもの。

## 産業
- 農業[2]